# Жужелицы (род)
Карабусы, или жужелицы или брызгуны (лат. Carabus) — род насекомых из семейства жужелиц отряда жесткокрылых. Повсеместно обитает более 850 видов этих жуков. В длину обычно достигают 14—60 мм.

## Распространение
Жужелицы широко распространены в Голарктике. Большее количество видов описаны в Евразии, где около 720 видов, а в Северной Америке всего лишь 13 видов, 2 из которых завезены из Европы.
На Украине, в 13 географических её областях, встречаются 59 видов из 19 подродов. В России обитает не менее 115 видов этого рода.

## Диагностика
Они обладают комплексом плезиоморфных признаков: открытые передне тазиковые впадины, мезэпимер достигает средних тазиков и другие. Характерны многобороздчатые надкрылья, которые иногда подвержены сильной модификации, превращены в гладкие, трёхрёберные и другие. Хетотаксия в примитивном состоянии, дискальные щитинконосные поры обычно имеются на всех первичных промежутках надкрылий, за исключением пришовного. У самцов несколько сегментов лапок обычно расширены и имеют адгезивную подошву, средний сегмент усиков часто узловатый.

## Описание
Жужелицы средних и крупных размеров. Почти все виды являются бескрылыми; ограниченная способность к расселению в сочетании с высоким уровнем полиморфизма становится причиной появления различных локальных форм и подвидов.
Надкрылья по крайней мере в полтора раза длиннее своей общей ширины. Скульптура надкрылий разнообразная, гладкая, зернистая, морщинистая, штрихованная, с ямками, рёбрами, цепочками, не черепицовидная и т. д.
Мандибулы сверху гладкие или пунктированные, почти всегда без косых морщинок. Второй сегмент усиков длиннее своей ширины, третий не длинный; оба сегмента не уплощённые или чуть уплощённые, в сечении округлые.

## Образ жизни
В анабиоз (зимнюю спячку) впадают в стадии взрослой особи (имаго), и в редких случаях в личиночной форме.
Самца от самки можно отличить по передним лапкам: у самцов членики на передних лапках шире, чем на задних, а у самки схожи с остальными. Такое различие можно наблюдать у большинства видов рода. У немногих видов, таких как крымская жужелица (Carabus (Procerus) tauricus), кавказская жужелица (Carabus (Procerus) caucasicus) и др., передние лапки у обоих партнёров одинаковые, не расширенные. В этом случае самец от самки отличим по вершине брюшка, у самки она заострена.

### Места обитания
Ареалами своего распространения они ограничены некоторыми природными зонами. Чаще всего виды жужелиц встречаются в лесных и лесогорных местностях, высокогорьях, меньше в открытом пространстве: тундрах, а также полях (агроценозах) и болотах.

### Питание
Все виды рода являются хищниками с внекишечным пищеварением, хотя такая пищеварительная система обнаруживается у животных, питающихся моллюсками, однако у сибирских видов такая специализация слабо выражена. Рацион жужелиц состоит из червей, насекомых и личинок. Они хищничают без особой специализации. Некоторые виды питаются не только на живой добыче, они могут питаться падалью или даже растительной материей.

## Развитие
Известны виды имагинальной стадии из Центральной Европы, которые живут несколько лет и дают потомство несколько раз за жизнь.

## Галерея

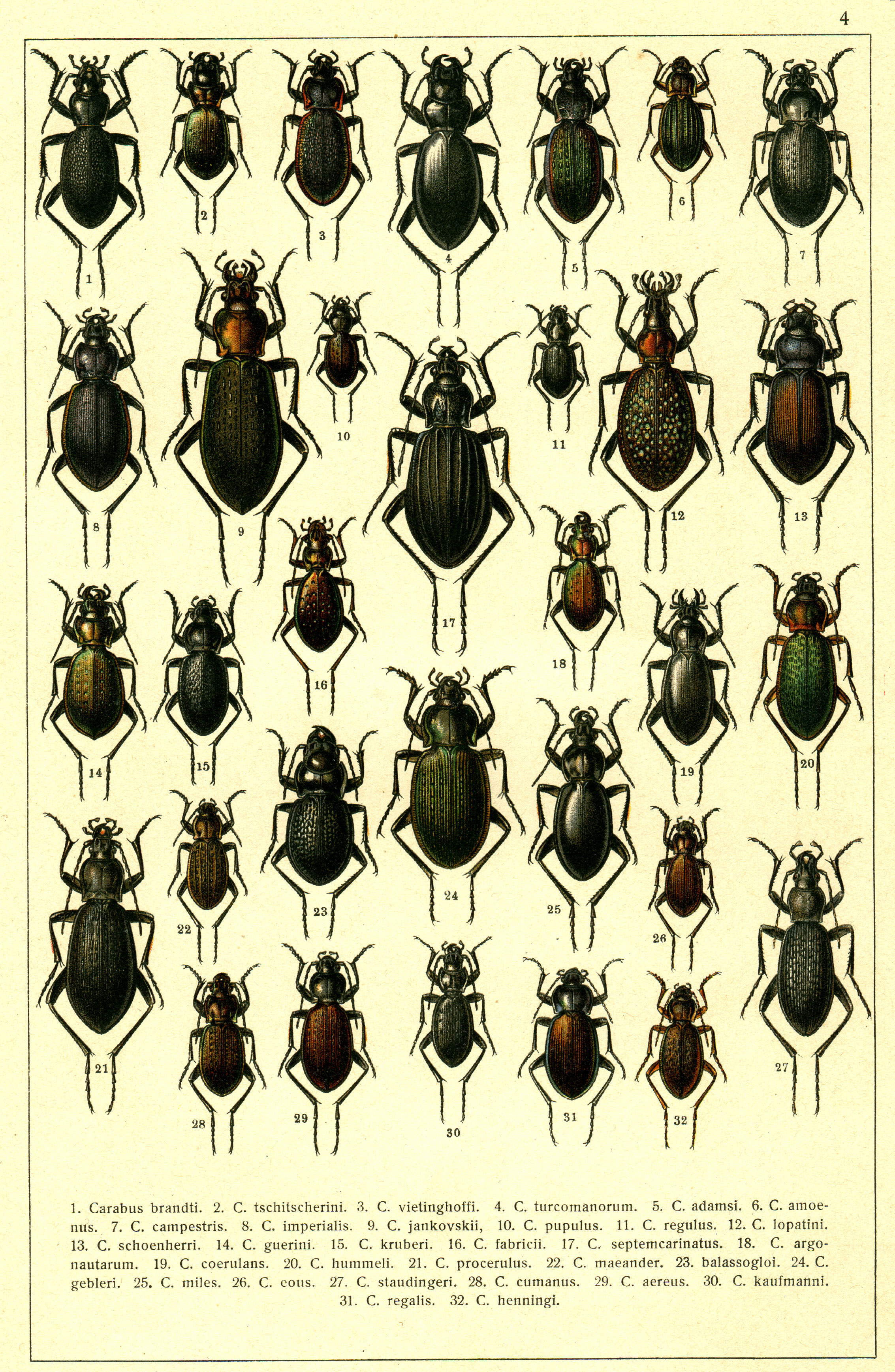
1. Carabus brandti 2. Carabus tschitscherini 3. Carabus vietinghoffi 4. Carabus turcomanorum 5. Carabus adamsi 6. Carabus amoenus 7. Carabus campestris 8. Carabus imperialis 9. Carabus jankovskii 10. Carabus pupulus 11. Carabus regulus 12. Carabus lopatini 13. Carabus schoenherri 14. Carabus guerini 15. Carabus kruberi 16. Carabus fabricii 17. Carabus septemcarinatus 18. Carabus argonautarum 19. Carabus coerulans 20. Carabus hummeli 21. Carabus procerulus 22. Carabus maeander 23. Carabus balassogloi 24. Carabus gebleri 25. Carabus miles 26. Carabus eous 27. Carabus staudingeri 28. Carabus cumanus 29. Carabus aeneus 30. Carabus kaufmanni 31. Carabus regalis 32. Carabus henningi
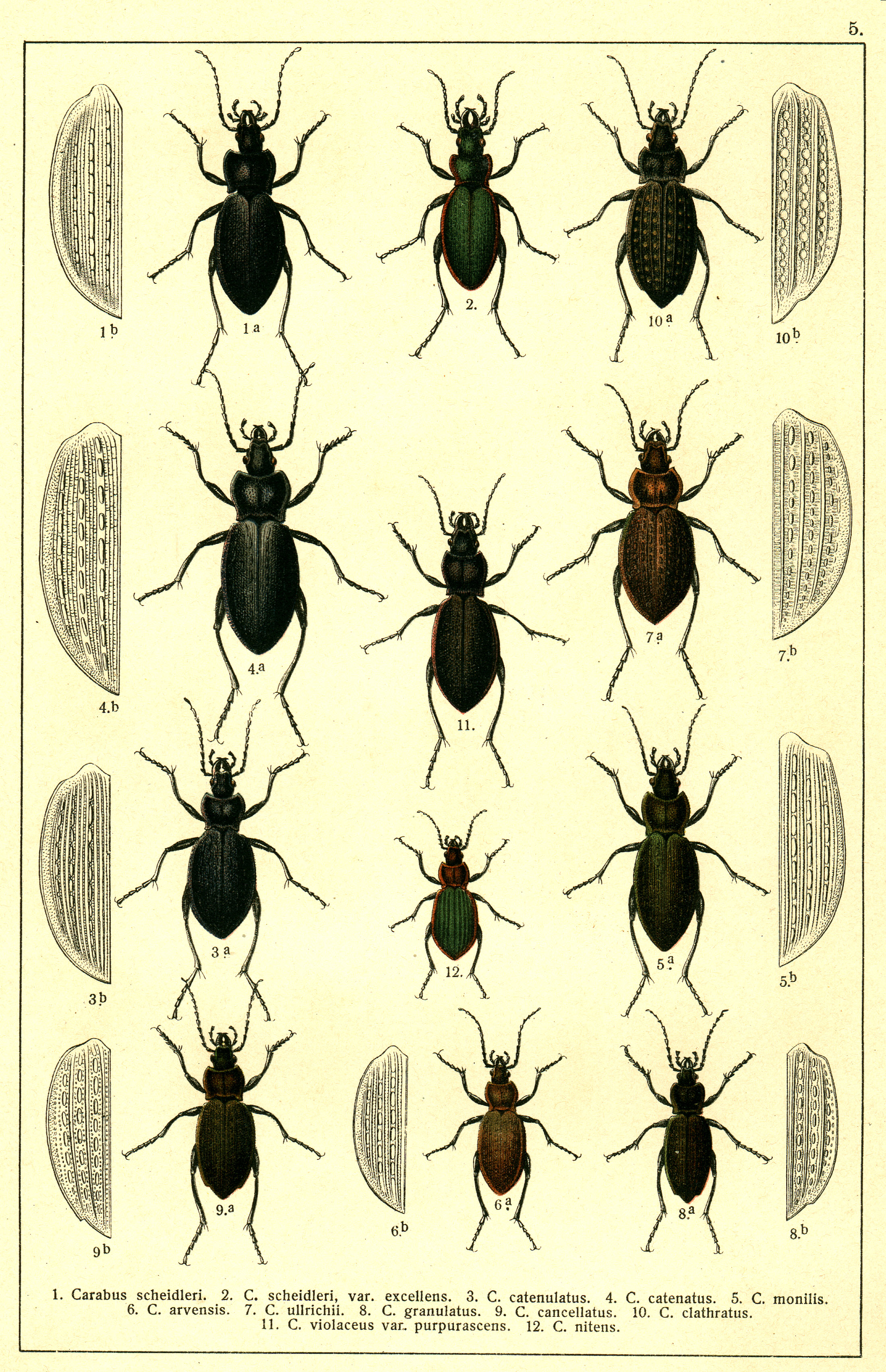
1. Carabus scheidleri 2. Carabus scheidleri var. excellens 3. Carabus catenulatus 4. Carabus catenatus 5. Carabus monilis 6. Carabus arvensis 7. Carabus ullrichii 8. Carabus granulatus 9. Carabus cancellatus 10. Carabus clathratus 11. Carabus violaceus var. purpurascens 12. Carabus nitens

## Заметки
1. 1 2 3 4  Определитель насекомых Дальнего Востока СССР. Т. III. Жесткокрылые, или жуки. Ч. 1 / под общ. ред. П. А. Лера. — Л.: Наука, 1989. — 572 с. — 3150 экз. — ISBN 5-02-025623-4.
2. ↑  Распространение и систематика (англ.). Сайт «Carabidae of the World» (carabidae.pro). Дата обращения: 13 марта 2012. Архивировано 8 июня 2012 года.
3. 1 2  Яблоков-Хнзорян С. М. 1 // Фауна Армянской ССР. Насекомые жесткокрылые. Жужелицы (Carabidae). — Ереван: Академия наук Армянской ССР, 1976. — С. 55. — 296 с.
4. ↑  Вестник зоологии. Дата обращения: 28 марта 2009. Архивировано 7 августа 2016 года.
5. ↑  Carabidae of the World. Дата обращения: 11 декабря 2009. Архивировано 20 октября 2008 года.
6. ↑  www.zin.ru Архивная копия от 11 мая 2009 на Wayback Machine Жужелицы рода Carabus: как отличить самца от самки ?
7. 1 2 3  Carl H. Lindroth. 1 // Fauna Entomologica Scandinavica. The Carabidae (Coleoptera) of Fennoscandia and Denmark / Brill E. J. — Copenhagen, Leiden, 1985. — Т. XV. — 206 с. — ISBN 87-97491-25-7.